# Bangko Kiri
Bangko Kiri is een bestuurslaag in het regentschap Rokan Hilir van de provincie Riau, Indonesië. Bangko Kiri telt 1885 inwoners (volkstelling 2010).